# Kruisboogschieten

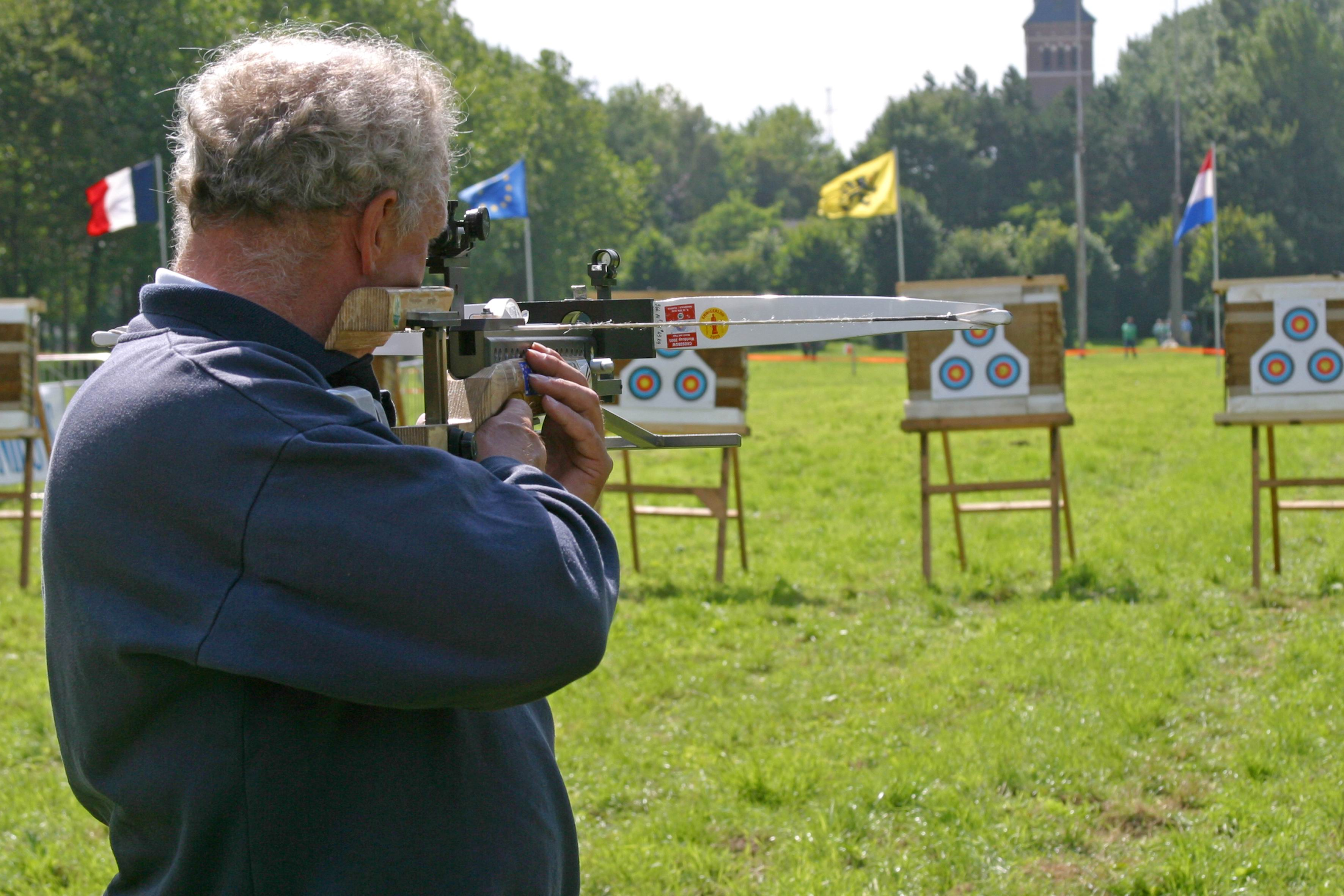
Kruisboogschieten

Kruisboogschieten is een tak van sport waarbij de schutters, staande of geknield, vanaf verschillende afstanden op een doel schieten met een kruisboog.

## Spel en materiaal
De wedstrijdkruisboog bestaat uit een houten schacht, een boog van zeer veerkrachtig staal met een trekgewicht tot maximaal 150 kg, een stalen pees, een pijlbaan met sleden in rails, een spaninrichting en vizierhulpmiddelen. Het gewicht van het wapen bedraagt 9–10 kg.
In principe lijkt de manier van schieten op die van een geweer. De kruisboogschutter moet echter een zwaarder wapen in evenwicht houden en de stalen boog voor elk schot met de laadhefboom spannen, dit vereist veel kracht. Om veiligheidsredenen moet het opspannen met de grootste omzichtigheid gebeuren. De in tegenstelling tot vuurwapens geringe schietsnelheid van circa 70 meter per seconde vereist bijzonder rustig mikken.
Bij het kruisboogschieten wordt doorgaans met een korte pijl geschoten op een schietschijf met concentrische cirkels, waarvan de diameter van de roos varieert naargelang de geschoten afstand. Sommige gilden schieten met een stompe pijl omhoog naar een wip, andere met een loden bal (balboogschieten). Er worden competities gehouden op verschillende afstanden zoals 6m, 10m, 20m, 61m, en met diverse soorten bogen, zoals  voetboog, balansboog, kolfboog, match, trophy en field.

## Geschiedenis
De eerste schuttersgilden die in België werden opgericht waren kruisbooggilden. Dat gebeurde vanaf het begin van de 13de eeuw. De kruisboog zelf is nog ouder. Door zijn grote kracht was de kruisboog een geducht wapen dat door de gilden op het slagveld en ter verdediging van de stad werd gebruikt. Nadeel was dat het opspannen van de kruisboog relatief veel tijd vroeg. Met de komst van de vuurwapens werd de kruisboog geleidelijk aan minder gebruikt als wapen, maar steeds meer voor folklore, ontspanning en wedstrijden.

## Kruisboogschieten in België
Momenteel wordt nog in gans Vlaanderen met de kruisboog geschoten. De verschillende afstanden zijn min of meer streekgebonden. Schutters aangesloten bij de Landelijk Unie der Kruisboogschutters kunnen in bijna alle disciplines deelnemen aan Belgische Kampioenschappen of aan wedstrijden met internationaal erkende wapens.
De Landelijke Unie der Kruisboogschutters vzw is opgericht in 1978 en overkoepelt 35 clubs verspreid over gans Vlaanderen met in totaal zo'n 700 actieve leden. De LUK vormt samen met haar Franstalige tegenhanger de Nationale Unie der Kruisboogschutters die is aangesloten bij de IAU (Internationale Armbrustschützen Union voor de wapens match en trophy) en bij WCSA (World Crossbow Shooting Association voor het wapen field). De LUK is aangesloten bij VlaS.